# اواشزن
اواشزن (به آلمانی: Oechsen) یک شهر در آلمان است که در وارتبورگکرایس واقع شده‌است. اواشزن ۶۸۲ نفر جمعیت دارد.